# Bryconamericus plutarcoi
Bryconamericus plutarcoi е вид лъчеперка от семейство Харациди (Characidae). Видът е уязвим и сериозно застрашен от изчезване.

## Разпространение и местообитание
Разпространен е в Колумбия.
Среща се на дълбочина около 825 m.

## Описание
На дължина достигат до 6,9 cm.